# Janio Pinto
Janio Pinto (n. Volta Redonda, Brasil; 16 de junio de 1959) es un exfutbolista y entrenador brasileño de fútbol. En su etapa de futbolista se desempeñaba como delantero.

## Trayectoria

### Como futbolista
Inició su carrera en clubes brasileños como Vasco da Gama, CR Guará, Taguatinga, São Bento, Noroeste, Londrina, Gama, Tiradentes-DF y Anápolis FC.
En 1987 se trasladó a Ecuador para jugar con el América de Quito, con el cual disputó la Copa Libertadores 1987. Se destacó como goleador del equipo, además de marcar el gol más rápido del campeonato ecuatoriano ese año.
En 1988 fue fichado por Liga Deportiva Universitaria de Quito, donde terminó como máximo goleador del Campeonato Ecuatoriano de Fútbol 1988 con 19 goles. 
En 1989 pasó a Barcelona Sporting Club, con el que se consagró campeón del Campeonato Ecuatoriano de Fútbol 1989. Durante su paso por Barcelona, Pinto marcó un gol olímpico el 21 de mayo de 1989 frente a Macará en el estadio Monumental, siendo uno de los pocos goles olímpicos registrados en ese escenario y un hito recordado en la historia del club.
Posteriormente jugó en el Delfín de Manta y más tarde regresó a Brasil. En 1991 fue inscrito nuevamente por Barcelona para la Copa Libertadores 1991, aunque no llegó a disputar partidos. Su retiro como futbolista profesional se produjo en 1993, tras su paso por Itumbiara EC.

### Como entrenador
En 1995 comenzó su carrera como entrenador en el Deportivo Bandeirantes de Brasil, y más adelante trabajó en divisiones formativas del CR Guará. Luego se trasladó a Ecuador, donde dirigió a clubes como Rocafuerte FC, Panamá SC, Aucas, Manta FC, Pelileo SC y San Francisco de Azogues.
Ha logrado cuatro ascensos en distintas categorías del fútbol ecuatoriano:
- Deportivo Azogues: ascensos de Segunda Categoría a Serie B y luego a Serie A.
- Independiente del Valle: ascenso a la Serie A en 2009.
- Fuerza Amarilla SC: ascenso de Segunda Categoría a Serie B.

También fue responsable de armar el plantel del C.D. Macará que ascendió a la Serie A en 2011 (aunque dejó el cargo antes del final del torneo), y de conformar gran parte del equipo de Duros del Balón que logró el ascenso a la Serie B en 2018.

## Clubes

### Como futbolista
| Club                   | País        | Año  |
| ---------------------- | ----------- | ---- |
| Vasco da Gama          | Brasil      | 1977 |
| CR Guará               | 1978 - 1981 |      |
| Taguatinga             | 1982 - 1984 |      |
| São Bento              | 1984        |      |
| Noroeste               | 1984 - 1985 |      |
| Londrina               | 1985        |      |
| Gama                   | 1985        |      |
| Tiradentes             | 1986        |      |
| Anápolis               | 1986        |      |
| América de Quito       | Ecuador     | 1987 |
| Liga de Quito          | 1988        |      |
| Barcelona de Guayaquil | 1989        |      |
| Delfín                 | 1990        |      |
| Barcelona de Guayaquil | 1991        |      |
| CR Guará               | Brasil      | 1992 |
| Itumbiara              | 1993        |      |

### Como entrenador
| Club                     | País    | Año         |
| ------------------------ | ------- | ----------- |
| Panamá SC                | Ecuador | 2002        |
| Milagro SC               | Ecuador | 2004        |
| Deportivo Azogues        | Ecuador | 2005        |
| Macará                   | Ecuador | 2006        |
| Deportivo Azogues        | Ecuador | 2006        |
| Independiente del Valle  | Ecuador | 2007 - 2009 |
| Macará                   | Ecuador | 2010 - 2011 |
| Imbabura S. C.           | Ecuador | 2011        |
| Manta F. C.              | Ecuador | 2017        |
| Duros del Balón          | Ecuador | 2018        |
| Pelileo S. C.            | Ecuador | 2019        |
| San Francisco de Azogues | Ecuador | 2019        |
| Libertad F. C.           | Ecuador | 2021        |
| Santos                   | Ecuador | 2021        |

## Palmarés

### Como futbolista

#### Campeonatos nacionales
| Título             | Club                   | País    | Año  |
| ------------------ | ---------------------- | ------- | ---- |
| Serie A de Ecuador | Barcelona de Guayaquil | Ecuador | 1989 |

#### Distinciones individuales
| Título                              | Club                         | País    | Año  |
| ----------------------------------- | ---------------------------- | ------- | ---- |
| Goleador del Campeonato Ecuatoriano | Liga Deportiva Universitaria | Ecuador | 1988 |

### Como entrenador

#### Campeonatos nacionales
| Título                       | Club                    | País    | Año  |
| ---------------------------- | ----------------------- | ------- | ---- |
| Segunda Categoría de Ecuador | Deportivo Azogues       | Ecuador | 2005 |
| Serie B de Ecuador           | Deportivo Azogues       | Ecuador | 2006 |
| Serie B de Ecuador           | Independiente del Valle | Ecuador | 2009 |